# Bernabé López Calle
Bernabé López Calle (Montejaque, Málaga, 30 de mayo de 1899-cerro de la Atalaya, Medina Sidonia, 30 de diciembre de 1949), también conocido como Comandante Abril o Fernando Abril, fue un militar, guardia civil y guerrillero español que participó en la Guerra civil y posteriormente en la guerrilla antifranquista. Lideró la guerrilla del sur de Andalucía en los años cuarenta, desde las Sierras de Ronda y Grazalema, hasta el Campo de Gibraltar.

## Biografía
Nació en Montejaque, un pequeño pueblo malagueño de la Serranía de Ronda.
En febrero de 1921 marcha a realizar el servicio militar obligatorio y es enviado a la guerra de Marruecos poco antes del Desastre de Annual. En África aprende el manejo de las armas y es ascendido a cabo primero (el empleo de cabo 1.º se creó en 1945, por lo que supuestamente es el empleo de «cabo») y posteriormente a Sargento en la reserva, cuando se licenció en 1924. Bernabé vuelve condecorado a su pueblo y contrae matrimonio. Tendrá tres hijos : Miguel, Antonia y Rosa. En plena Dictadura de Primo de Rivera, Bernabé ingresa en la Guardia Civil. Se integró en el cuerpo como guardia segundo de caballería. Barcelona, la provincia de Sevilla y Antequera (Málaga) fueron destinos donde ejerció de guardia, y es este último destino lo que le supuso permanecer en zona republicana.

### La Guerra Civil
Al comienzo de la Guerra Civil su compañía se mantiene fiel al gobierno de la República, y es nombrado por sus mandos enlace entre las Fuerzas de la República y la Alcaldía de Antequera. Su hermano, Pedro López, fue alcalde de Montejaque y militante de la CNT, y en los primeros días de la guerra organiza una columna para controlar la Sierra de Ronda. Bernabé se afilia también a la CNT en los tempranos días de la contienda algo que, como ahora, no era posible estando dentro de la Guardia Civil.
Málaga es capturada por las fuerzas sublevadas a principios de 1937, y Bernabé se integra al Ejército republicano y, junto a sus hermanos, mujeres e hijos, parte hacia el frente de Teruel. La mujer y los hijos se establecen en Honrubia, en la provincia de Cuenca. Posteriormente llegará a mandar la 61.ª Brigada Mixta en la zona de Teruel.
Es ascendido a Comandante y en junio de 1938, se encuentra en el frente de Madrid, en la zona de Guadalajara, mandando el 17.ª Batallón de Ametralladoras de la 70.ª Brigada Mixta, de mayoría anarquista y encuadrada en la 14.ª División de Cipriano Mera. También ostentó brevemente el mando de la 98.ª Brigada Mixta y de la 136.ª Brigada Mixta. El golpe de Estado de Casado llevará a Bernabé a liderar la 70.ª Brigada Mixta, pues Mera apoya el golpe y Bernabé era uno de sus hombres de confianza. A pesar del éxito del golpe para anular el poder del presidente Juan Negrín y los comunistas, la paz no es negociada y se rinden. Bernabé disuelve la 70.ª BM y abandona Madrid.

### Fin de la contienda
No se exilia, como muchos combatientes republicanos, y se marcha a Honrubia con su familia, donde se presenta a las nuevas autoridades. La prisión, un juicio y la expulsión de la Guardia Civil es lo que encontró en los siguientes años. Recupera la libertad y vuelve a Montejaque, pero la denuncia de un falangista hace que se curse orden de busca y captura contra él. Un aviso antes de que fueran a por él hizo que Bernabé no se lo pensase y huyó de su casa. No estaba dispuesto a volver a la cárcel por delitos inexistentes.

### Huida al monte
La Guardia Civil localiza su emplazamiento y en un enfrentamiento en el monte logran herirle. Bernabé consigue huir y su hijo mayor decide acompañarle para no tener que entrar en el ejército para hacer el servicio militar obligatorio. La serranía de Ronda acoge a partidas dispersas de guerrilleros. Bernabé contacta con ellos.
La financiación de la Guerrilla era necesaria y los terratenientes y propietarios son secuestrados para cobrar rápidos rescates que ayudan al mantenimiento de las partidas. Los sabotajes se suceden así como la propaganda guerrillera a los campesinos, que a la postre, era lo que se buscaba para captarlos como enlaces. La ansiada intervención de los aliados, hizo que en el año 1945 se creara la Junta Nacional de Guerrilleros Antifascistas, Sector Sur con integrantes sin distinción ideológica. En el 1946 Se constituye la Alianza de Fuerzas Democráticas, bajo el mando de Bernabé, donde ya es conocido como “Comandante Abril”.
Bernabé intentó aglutinar combatientes por encima de diferencias políticas, logrando una gran cohesión entre sus hombres, pero sus ideas libertarias no cuadraban con la línea a seguir de otro dirigente guerrillero del PCE, Pablo Pérez Hidalgo. Las diferencias entre ambos hicieron que se dividieran las fuerzas. Bernabé y sus hombres se instalaron en la zona de Cádiz, Pablo y los suyos fueron a la parte malagueña.
En 1947 el Decreto-Ley para la represión del bandidaje y el terrorismo instaura la consigna de la "Ley de fugas", agravando la lucha contra la guerrilla y sus apoyos. La Guardia Civil tenía las manos libres para ajusticiar "in situ" a cualquier sospechoso de apoyar a la guerrilla, y por supuesto, a los propios guerrilleros. También se crearon las famosas contrapartidas, que consistían en grupos de Guardias Civiles simulando ser guerrilleros, portando armamento e indumentaria similares a los de la sierra. Su misión era el desenmascaramiento de los enlaces y desprestigio de los verdaderos guerrilleros al efectuar acciones impopulares entre la población. En 1949 se crea la "Agrupación Fermín Galán", aglutinando a las partidas de la zona. Bernabé es elegido jefe de la Agrupación y Pablo Pérez Hidalgo jefe del Estado Mayor. El campamento estable de la recién creada Agrupación se encontraba en la zona de Medina Sidonia.

### El fin
Francisco Fernández Cornejo “Largo Mayo”, abandonó el campamento supuestamente en busca de suministros, pero desertó y se presentó en el cuartel de la Guardia Civil buscando la promesa de indulto si delataba a sus compañeros. “Largo Mayo” fue vestido de Guardia Civil, y en compañía de estos, guio a las fuerzas hasta el campamento de Bernabé.
El 30 de diciembre de 1949, se esperó hasta el amanecer después de rodear el campamento donde pernoctaban seis guerrilleros. Las bombas de mano y los disparos de los veinte guardias mataron en el primer ataque a Juan Ruiz Huercano, “Capitán” e hirieron a Bernabé quien cubrió la retirada de los supervivientes, incluido su hijo, y aguantó hasta que acabaron con su vida. Veintitrés impactos de bala tenía en su cuerpo cuando lo encontraron. Cargaron en un mulo los cuerpos de los dos guerrilleros muertos y a la vista de todo el pueblo, los arrojaron en una zona del cementerio de Medina Sidonia.